# I gioielli della Madonna
I gioielli della Madonna (deutscher Titel: Der Schmuck der Madonna) ist eine Oper in drei Akten „aus dem neapolitanischen Volksleben“ von Ermanno Wolf-Ferrari (Musik) mit einem Libretto von Enrico Golisciani und Carlo Zangarini nach einem Szenarium des Komponisten. Die Uraufführung der Erstfassung fand am 23. Dezember 1911 in der Kurfürstenoper Berlin in einer deutschen Übersetzung von Hans Liebstöckl statt, die der Zweitfassung am 25. Dezember 1933 im Opernhaus Hannover.

## Handlung
Erster Akt. Bei einem fröhlichen Volksfest zu Ehren der Madonna wird deren juwelengeschmückte Statue vorbei getragen. Der Schmied Gennaro liebt seine wilde Adoptivschwester Maliella. Diese ist jedoch von dem Camorristi Rafaele fasziniert, der ihr verspricht, den Schmuck der Madonna zu rauben und ihr zu Füßen zu legen. Gennaro warnt sie vor dem Charakter seines Rivalen.
Zweiter Akt. Maliella ist entschlossen, das Elternhaus zu verlassen, um ihre Freiheit zu finden. Gennaro erklärt ihr seine Liebe, kann ihren Auszug aber nur gewaltsam verhindern. Bevor sie sich höhnisch in ihr Zimmer zurückzieht, ruft sie ihm zu, dass sie nur den einen lieben könne, der ihr die Juwelen rauben wolle. Gennaro besorgt sich Einbruchswerkzeug und schleicht aus dem Haus. Kurz darauf kommt Rafaele. Er und Maliella schwören sich ihre Liebe. Sie verspricht, ihm am nächsten Tag zu folgen. Als Maliella wieder allein ist, kehrt Gennaro mit dem geraubten Schmuck zurück. Maliella ist davon so fasziniert, dass sie sich Gennaro wie in Trance hingibt.
Dritter Akt. In ihrer Höhle feiern die Camorristi eine wilde Orgie. Da erscheint die verzweifelte Maliella mit dem Schmuck und gesteht, dass Gennaro ihr die Unschuld genommen habe. Rafaele verstößt sie rücksichtslos. Als nun auch Gennaro eintrifft, wirft Maliella ihm den Diebstahl vor. Verzweifelt ertränkt sie sich im Meer. Die Camorristi fliehen vor der herannahenden wütenden Menschenmenge. Gennaro stößt sich reuevoll ein Messer ins Herz.
Die folgende Inhaltsangabe ist im Wesentlichen eine Übersetzung aus Gustav Kobbés The Complete Opera Book von 1919. Die Szenenbeschreibungen sowie die italienischen und deutschen Zitate stammen aus dem Klavierauszug der Oper.

### Erster Akt
Eine Piazzetta am Meer in Neapel

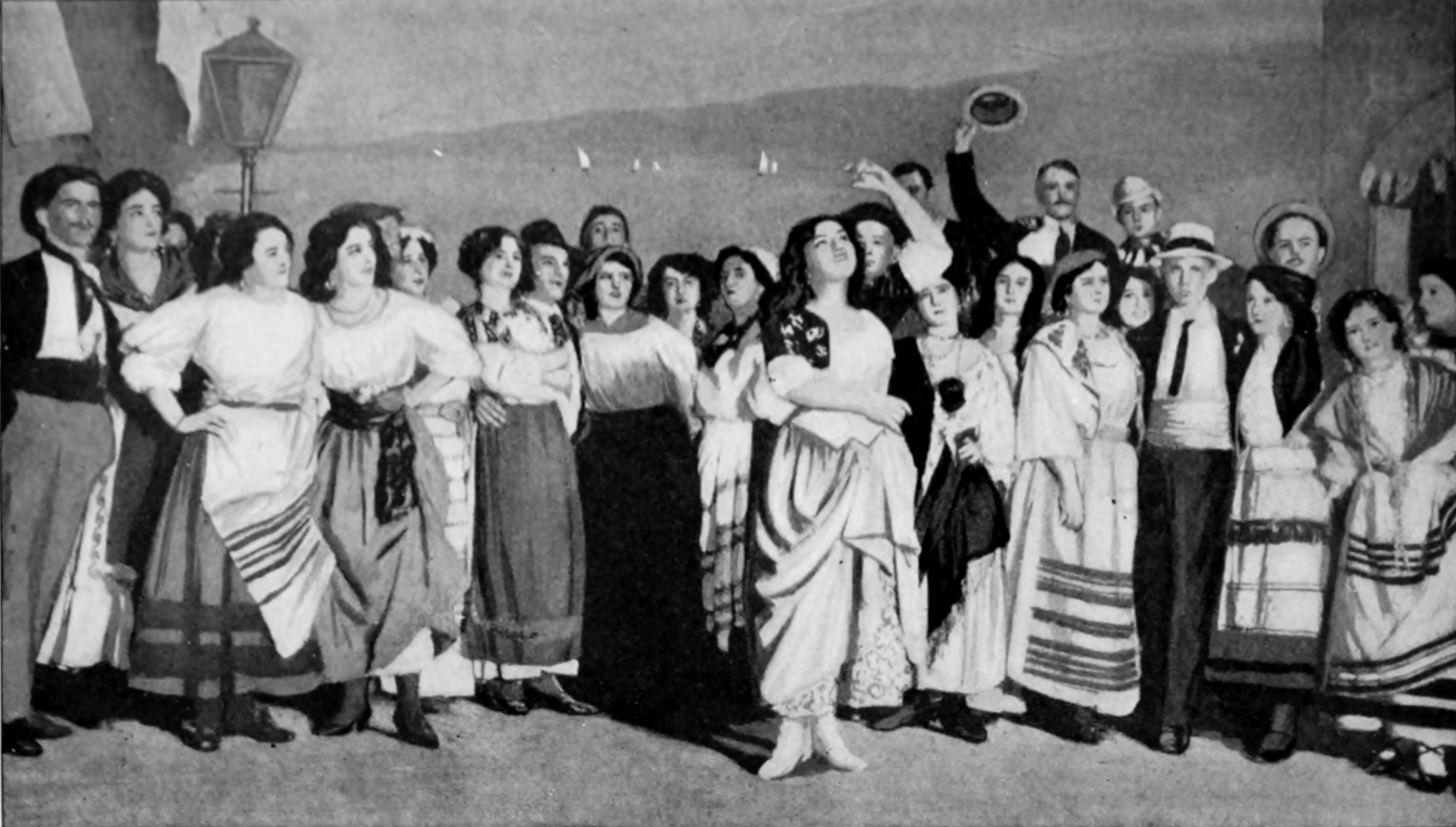
Szene aus der Oper

Zur Linken neben einem Häuschen das Haus der Carmela mit Balkon und Tür, zu der einige Stufen führen. Weiter nach hinten, aber mehr der Bühne zugekehrt, die Werkstätte des Schmiedes Gennaro. Ein Amboss vor dem Eingang. Rechts im Vordergrund das verfallene Häuschen des Schreibers Biaso. Mehr rückwärts neben einem Torbogen der Laden eines Makkaroni-, Käse- und Obsthändlers. Dann die Osteria mit Tischen vor der Tür. […] Es ist Madonnentag, ein herrlich strahlender Nachmittag. Die Piazzetta ist erfüllt von einer lärmenden Menschenmenge, die sich des schönen Tages freut und ihn mit jener Festesfreude begeht, die halb karnevalsmäßig, halb religiös und für Süd-Italien charakteristisch ist […]
Ein Großteil der Menge folgt den Musikanten, die zuvor den Platz überquert haben. Gennaro legt in seiner Schmiede letzte Hand an einen selbst gefertigten Kandelaber. Er legt ihn auf den Amboss wie auf einen Altar, kniet davor nieder und singt ein Gebet an die Madonna („Madonna, con sospiri“).
Maliella eilt aus dem Haus, gefolgt von Gennaros Mutter Carmela. Maliella ist ein ruheloses und eigensinniges Mädchen, besessen von dem Wunsch, der Enge des Haushalts zu entfliehen und sich in das Stadtleben zu werfen. Sie ist wild – eine mögliche Carmen, der bisher nur die Gelegenheit fehlte. Mit Bravado-Haltung und trotz der Proteste Gennaros verkündet sie ihre rebellischen Gedanken in der „Canzone di Cannetella“ („Diceva Cannetella vedendosi inserata“).
Eine Menge versammelt sich, um Maliella zuzuhören. Aus der Richtung des Meeres erklingt der Chor der sich nähernden Camorristi. Maliella und die Menge tanzen wild. Als Carmela mit einem Wassereimer auf dem Kopf zurückkehrt, jagt das ausgelassene Mädchen schreiend und lachend den Kai entlang.
Carmela erzählt ihrem Sohn die kurze Geschichte Maliellas: Als Gennaro im Kindesalter an einer schweren Krankheit litt, schwor Carmela der Madonna, ein in Sünde gezeugtes krankes Mädchen zu suchen und zu adoptieren: „Ich fand sie auf der Straße, als du genesen.“ In einem bewegenden Duett für Mutter und Sohn fordert Carmela ihn auf, zu gehen und zur Madonna zu beten, und Gennaro bittet um ihren Segen, bevor er sie verlässt, um das zu tun. Carmela geht anschließend ins Haus.
Maliella eilt herein, verfolgt von den Camorristi mit ihrem Anführer Rafaele im Wagen. Er ist ein gut aussehender, grell gekleideter Rüpel. Als er versucht, sie zu ergreifen und zu küssen, zieht sie eine dolchartige Hutnadel heraus. Lachend wirft er wie ein Duellant seinen Mantel von sich, fasst sie und hält sie fest. Sie sticht in seine Hand, die zu bluten anfängt, und wirft die Nadel dann fort. Zuerst ist er verärgert, dann lacht er verächtlich auf und küsst leidenschaftlich die Wunde. Während die anderen Camorristi Blumen eines vorbeiziehenden Blumenmädchens kaufen und daraus einen Teppich machen, hebt Rafaele die Hutnadel auf, kniet vor Maliella nieder und überreicht sie ihr. Maliella steckt sie langsam in ihr Haar. Dann steckt Rafaele ihr eine Blume, die sie zuvor zurückgewiesen hatte, an die Brust, was sie nun gestattet. Einige Augenblicke später zieht sie sie heraus und wirft sie fort. Rafaele hebt die Blume auf und steckt sie sorgfältig in sein Knopfloch. Etwas später geht er in die Wirtsstube, blickt sie an und hebt sein gefülltes Glas in ihre Richtung. Sie dreht sich im selben Moment aufgrund eines unerklärlichen Einflusses zu ihm um.
Glocken, Böllerschüsse und Gejohle künden vom Nahen der Madonnenprozession. Während Hymnen an die Jungfrau gesungen werden, flüstert Rafaele leidenschaftliche Worte in Maliellas Ohren. Das mit Juwelen geschmückte Bild der Jungfrau wird vorbei getragen. Rafaele versichert Maliella, dass er aus Liebe zu ihr die Juwelen der Madonna rauben und sie damit schmücken werde. Das abergläubische Mädchen ist entsetzt.
Gennaro, der in diesem Moment zurückkehrt, warnt Maliella vor Rafaele: Er sei „der traurigste Geselle im ganzen Viertel“. Er beordert sie ins Haus zurück. Rafaeles höhnisches Lachen macht ihn wütend. Die Männer stehen offenbar kurz vor einem Kampf. Gerade jetzt kehrt die Prozession zurück, und alle müssen niederknien. Rafaeles Blicke jedoch folgen Maliella, die sehr bewusst auf das Haus zugeht, ihre Augen ständig in seine Richtung gewandt. Er wirft ihr die Blume zu, die sie zuvor verschmäht hatte. Sie hebt sie auf, legt sie zwischen ihre Lippen und läuft ins Haus.

### Zweiter Akt
Der Garten im Haus Carmelas; in der linken Wand eine Holzstiege; darunter ein vergittertes Tor; später Abend

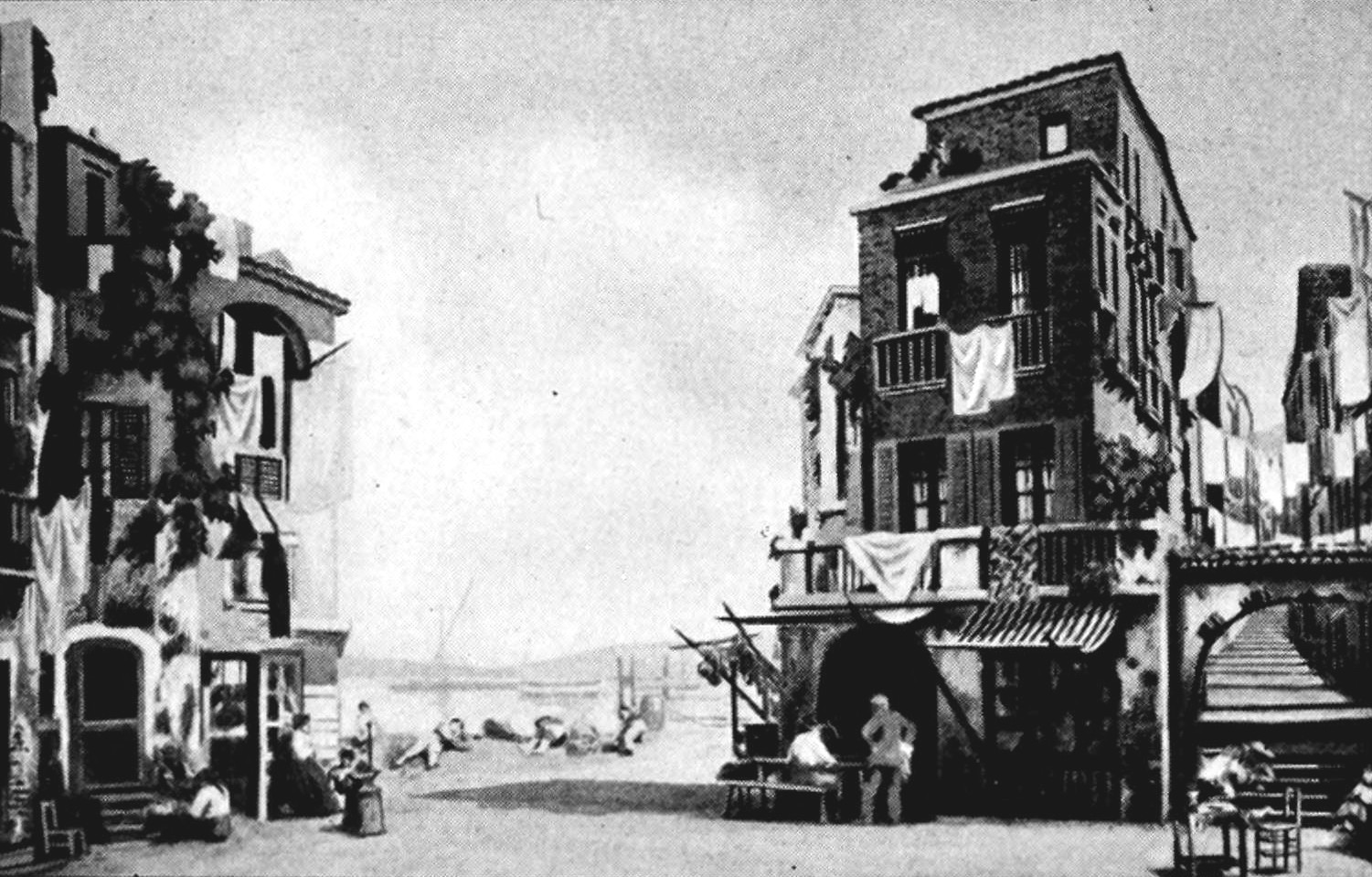
Szene aus dem zweiten Akt

Carmela betritt das Haus, nachdem sie den Tisch abgeräumt hat. Gennaro kommt, um mit Maliella zu sprechen. Sie entgegnet, dass sie ihre Freiheit wolle, und zieht sich über die Stiege in ihr Zimmer zurück. Dort packt sie ihre Sachen und summt den Gassenhauer „E ndringhete, ndranghete“ („Ich will ins Weite gehen“).
Maliella kommt mit ihrem Bündel herunter, um das Haus zu verlassen. Gennaro erinnert sie flehentlich an ihre glückliche Kindheit und gesteht ihr seine Liebe. Sie lacht ihn jedoch nur aus – er sei ihr Bruder, und sie könnte nur einen lieben, „der alles täte mir allein zu gefallen“. „In Erinnerung versunken, träumend, die Augen halb verschlossen“, erinnert sie sich an Rafaeles Angebot, die Juwelen der Madonna für sie zu rauben. Gennaro ist zunächst schockiert über das Sakrileg. Dann scheint er allmählich zu einem verzweifelten Entschluss zu kommen. Er verstellt Maliella wütend den Weg, verschließt das Tor und blickt sie mit weit aufgerissenen Augen starr an. Höhnisch lachend steigt sie die Stufen wieder hinauf.
Ihr Lachen noch in den Ohren, hat sich Gennaro nicht mehr unter Kontrolle. Er geht zum Schrank unter den Stufen, nimmt eine Kiste heraus, öffnet sie beim Licht der Tischlampe und sucht sich einige Dietriche und Feilen hervor, die er in ein Stück Leder packt und an seiner Brust verwahrt. Nach einem Blick zum Fenster Maliellas bekreuzigt er sich und schleicht hinaus.
Die Szene ist jetzt hell vom Mond erleuchtet, und das Meer glänzt in der Ferne. Vom Meeresufer erklingen Männerstimmen mit neapolitanischen Volksweisen. Kurz darauf erscheint Rafaele mit seinen befreundeten Camorristi am Tor. Musikalisch begleitet von ihren Mandolinen und Gitarren trägt er Maliella ein lebhaftes walzerartiges Ständchen vor. Das Mädchen kommt heraus. Sie trägt einen weißen Unterrock mit einem leichten roten Schal. Die beiden singen ein leidenschaftliches Liebesduett: Maliella: „T’amo, sì, t’amo“ („Ich lieb Dich unsäglich“) – Rafaele: „Stringimi forte“ („Drücke mich fest“) – beide: „Oh strette ardenti!“ („Glühend Umfangen!“). Sie verspricht, am folgenden Tag zu ihm zu kommen. Dann geben Rafaeles Gefährten ein Zeichen, dass sich jemand nähert.
Wieder allein, erblickt Maliella im Mondlicht Gennaros offene Werkzeugkiste und weckt in ihr eine böse Vorahnung. Da erscheint Gennaro, wie ein Nachtwandler, mit einem Bündel aus rotem Kirchendamast. Er ist zu konzentriert auf sein Vorhaben, als dass er ihre Anwesenheit im Garten – zu dieser späten Stunde und so leicht gekleidet – in Frage stellen würde. Er legt Maliella das Bündel zu Füßen und öffnet es. Darin befinden sich die Schmuckstücke der Madonna.
Maliella ist zutiefst erschrocken. Gennaro beschreibt ihr mit „einer Art mystischen Leidenschaft, mit heroischer Tollheit“ den Diebstahl. Er versichert ihr, dass die Madonna seinen frommen Sinn kenne und ihm den schweren Frevel vergeben habe. Maliella ist vom Glanz des Schmuckes vollständig gefangen. „In fast andächtiger Haltung“ küsst sie eine Kette und „schließt voll Wollust die Augen“. Dann legt sie sich den Schmuck an. Sie sieht jetzt in Gennaro das Bild Rafaeles, des Mannes, der ihr die Juwelen versprochen und ihre Leidenschaft geweckt hat, und leistet keinen Widerstand mehr. Als Gennaro sie unter einem blühenden Orangenbaum ergreift, überlässt sie sich seiner Umarmung. „Ihre Lippen finden sich und beide fallen zu Boden auf den Grasteppich unter dem alten Baum.“

### Dritter Akt
Die Höhle der Camorristi in der Umgebung von Neapel
Ein weites und nacktes Gemach mit einem Plafond aus Balken […] An der linken Wand […] ein rohes Freskogemälde, darstellend „die Madonna von Monte Vergine“, die das Volk „Mamma Schiavona“ nennt. Vor dem Bild eine Art Altar […]
Die Camorristi versammeln sich. Es sind Männer und Frauen, letztere allesamt von zweifelhaftem Charakter. Man singt und tanzt – den „Apache“, die „Tarantella“. Die bedeutendsten Frauen sind Stella, Concetta, Serena und Grazia, die Tänzerinnen. Sie sehen Maliellas erwarteter Ankunft nicht mit großer Freude entgegen. Als Rafaele hereinkommt, fragen sie ihn, was er an ihr bewundere. Er vergleicht Maliella mit einer „kaum erblühten Rose“ – „Non sapete… di maliella… la preziosa qualità?“ („Wollt ihr wissen, was Maliella vor Euch hat voraus?“).
Inmitten eines orgienhaften Tanzes, den Rafaele auf einem Tisch stehend mit einer Peitsche anfeuert, und bei dem sich die Tänzerinnen ihrer Kleider entledigen, stürzt Maliella herein – bleich und mit zerrauften Haaren. Sie ruft um Hilfe und beschwört Rafaele, sie zu rächen. Sie sei nach seinem Abschied „wie trunken“ von ihm gewesen. Gennaro habe sie in diesem Zustand angetroffen und ihre Unschuld genommen. Die Frauen lachen Rafaele höhnisch aus. Rafaele zeigt keine Spur mehr von seiner Verzauberung. Dass sie Gennaro mit ihm verwechselt haben und sich nur deshalb dem jungen Schmied hingegeben haben will, interessiert ihn nicht. Für ihn ist sie nur noch eine gepflückte Rose, die man dem Verwelken überlassen kann. Er weist sie wütend ab und schleudert sie zu Boden. Dabei fallen die Juwelen der Madonna aus ihrem Mantel. Sie sind leicht zu erkennen, da sie in dem Wandfresko dargestellt sind.
Gennaro ist Maliella zum Schlupfwinkel der Camorristi gefolgt. Er trifft in halb wahnsinnigem Zustand ein. Maliella lacht hysterisch, wirft ihm die Juwelen vor die Füße und schreit, dass er sie für sie geraubt habe. Die ebenso abergläubische wie kriminelle Menge weicht vor den beiden Eindringlingen zurück. Die Frauen fallen auf ihre Knie. Rafaele verflucht Maliella. Sie flieht mit einem verzweifelten Schrei und ertränkt sich im Meer. Die Camorristi wenden sich nun wütend gegen Gennaro. Doch inzwischen ist der Morgen angebrochen. Die Kirchenglocken läuten Sturm, und eine zornige Menschenmenge ist auf dem Weg zur Höhle. Rafaele befiehlt der Bande, sich zu zerstreuen, um nicht selbst des Diebstahls beschuldigt zu werden. Gennaro bleibt allein zurück. Er legt den Schmuck demütig auf den Altar und betet: „Madonna dei dolor! Miserere!“ („Madonna, schmerzensreich! Hab Erbarmen!“). Plötzlich fallen Sonnenstrahlen auf den Schmuck auf dem Altar. Gennaro sieht das als Zeichen der Vergebung. Seine Gedanken wandern zu seiner Mutter: „Deh non piangere, O mamma mia!“ („Ach, weine nicht, o meine Mutter“). Er findet ein Messer zwischen den während der Tänze vom Tisch gefallenen Gegenständen und sticht es sich ins Herz. Seine Verfolger kommen zu spät.

## Gestaltung
Das Libretto enthält extrem detaillierte Beschreibungen der Volksszenen, die in der obigen Inhaltsangabe nur stark verkürzt wiedergegeben werden konnten. Darin sind die Charaktere der handelnden Personen wie auch der vielen Nebenfiguren ähnlich einem Psychogramm ausgeführt: Gennaro ist ein religiöser Schwärmer mit mystischen Zügen, Maliella hysterisch-bösartig, Rafaele ein Verführer, den besonders die Jungfräulichkeit Maliellas interessiert. All diese Beschreibungen sind typisch für die auch als „Dekadentismus“ bezeichnete Epoche des Fin de Siècle. Besonders ausdrucksstarke Szenen sind dem Schmied Gennaro zugewiesen. Das Duett mit seiner Mutter Carmela im ersten Akt sticht als „eine Oase tiefgründigen Wolf-Ferrarischen Lyrizismus“ („oasis of profoundly Wolf-Ferrarian lyricism“) heraus.
Von der Kritik wurde diese Oper häufig geringschätzig beurteilt. John C. G. Waterhouse hielt sie im Vergleich mit Wolf-Ferraris besten komischen Opern für „enttäuschend dünn und vulgär“ („disappointingly thin and vulgar“). Lediglich im Duett Gennaro/Carmela und im Orchesterzwischenspiel nach dem ersten Akt trete das innerste Wesen von Wolf-Ferraris Persönlichkeit hervor. Ulrich Schreiber bezeichnete das Werk als „im veristischen Sinn […] unerquickliche Mischung aus Blut, Sperma und Weihrauch“. Der Verismo-Experte Alan Mallach fand es „veristisch fast bis zur Parodie“ („veristic almost to the point of parody“), aber dennoch „wunderschön gefertigt“ („beautifully crafted“) wie alle von Wolf-Ferraris reifsten Werken und „nicht ohne einprägsame Musik“ („not without some memorable music“). Die Oper bestehe aus drei ungefähr gleichgewichtigen Teilen: der selbstbewussten Beschwörung populärer neapolitanischer Musik, der Vokalrhetorik Pietro Mascagnis und einer Orchesterbehandlung in der Nachfolge von Richard Strauss’ Opern Salome und Elektra.
Der Dirigent Friedrich Haider, der das Werk 2015 in Bratislava aufführte und anschließend auf CD einspielte, wies darauf hin, dass I gioielli della Madonna bei näherer Betrachtung weit mehr sei als ein schlichtes Verismo-Werk. Die psychologischen Aspekte der Charaktere seien von der beginnenden Praxis der Psychoanalyse inspiriert, was sich auch in der sublimen Orchesterbehandlung zeige. Die tumultartige Genreszene am Anfang sei eine geschickte Abfolge von Miniaturen, sich überlappender Szenen und Ereignissen, bei denen ungefähr zwei Dutzend unterschiedliche Genre-Charaktere wie Cameo-Auftritte hervortreten.
Wolf-Ferrari zufolge bilden die „veredelten“ neapolitanischen Stücke den „musikalischen Grundgedanken“ seiner Komposition. Diese folkloristischen Melodien werden häufig durch handlungstragende Abschnitte unterbrochen. Außerdem enthält die Oper einige nummernartig in sich abgeschlossene Musikstücke wie Arien und Duette, die über das im Verismo übliche Maß hinausgehen. Zusätzlichen Realismus erzielte der Komponist durch die Integration realer Klänge im Sinne der späteren Musique concrète wie Böllerschüssen und Kirchenglocken, „come da lontano“-Effekte (Fernmusiken) und der umfangreichen Bühnenmusik. Es gibt scharfe dramatische Kontraste, beispielsweise im ersten Akt zwischen der feiernden Volksmenge und der vorbeiziehenden Prozession.
Wolf-Ferrari verwendet sich weiterentwickelnde Leitmotive, um das musikalische Material und die Handlung miteinander zu verbinden. Für die Marienhymne „Beatam me dicent“ am Ende des ersten Akts kombinierte er den modifizierten Choral „Nun habet Dank und bringet Ehr“ von Johann Crüger mit einem Takt einer Chanson von Jakob Arcadelt. Die ersten drei Noten des Chorals bilden eines der Hauptmotive der Oper. Da sie im gesamten Werk immer wieder erklingen, ist die Madonna „musikalisch omnipräsent“. Die Musik vereint die Schlichtheit der neapolitanischen Weisen mit einer weitgehend tonalen moderneren Tonsprache. Allerdings gibt es auch Cluster-Bildungen, und einige Harmonien im dritten Akt erinnern bereits an die Werke Dmitri Schostakowitschs.

### Orchester
Die Orchesterbesetzung der Oper enthält die folgenden Instrumente:
- Holzbläser: zwei Flöten, zwei Oboen, Englischhorn, zwei Klarinetten, Bassklarinette, drei Fagotte, Kontrafagott
- Blechbläser: vier Hörner, drei Trompeten, drei Posaunen, Basstuba
- Pauken, Schlagzeug: große Trommel, kleine Trommel, Triangel, Becken, Rührtrommel, Schellentrommel, Tamtam, Glockenspiel, kleines Zischinstrument (zwei aneinander geriebene, mit rauem Papier bedeckte Holzbrettchen)
- ein oder zwei Harfen
- Klavier (Saiten mit Seidenpapier bedeckt), Celesta
- Xylophon
- mindestens vier Gitarren, mindestens sechs Mandolinen
- Streicher (möglichst groß besetzt)
- Bühnenmusik: Piccoloflöte, Flöte, Es-Klarinette, zwei Hörner, Kornett, drei Trompeten, Basstrompete, drei Posaunen, Basstuba, mehrere Holz- oder Kartontrompeten (Faschingstrompeten) in verschiedener Tonhöhe (besonders in Fis, Cis, C, H und D), Schlagzeug (große Trommel, Becken, Rührtrommel, mehrere Trommeln, Zerre-Zerre (Holzknarre), Scietta-vajasse (neapolitanisch), Putipù (neapolitanisch), Glocken in C, A, G und anderen Tönen, Donner- und Windmaschine), sechs Mandolinen, Ziehharmonika, Harmonium, Klavier, Gitarre, Orgel, Viola, Violoncello, Kontrabass

## Werkgeschichte

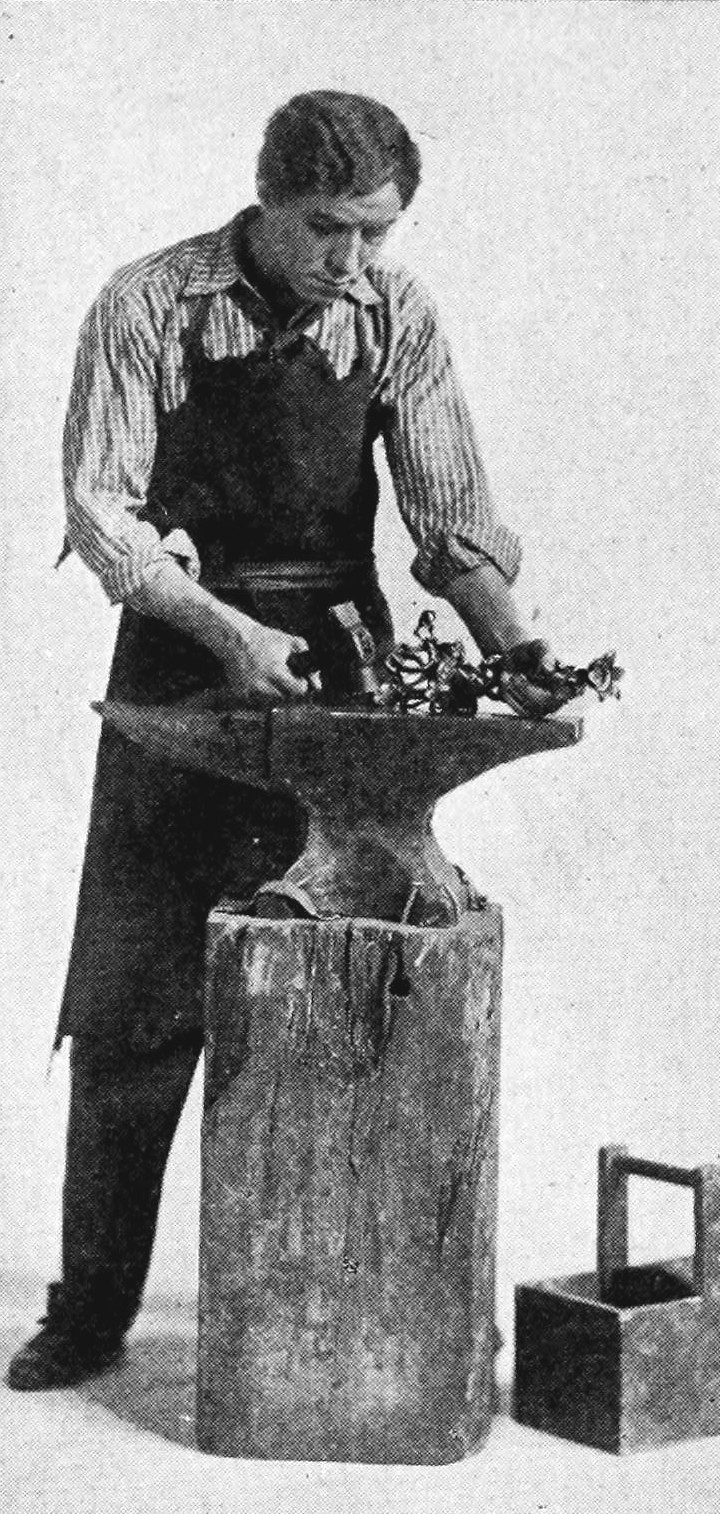
George Hamlin als Gennaro

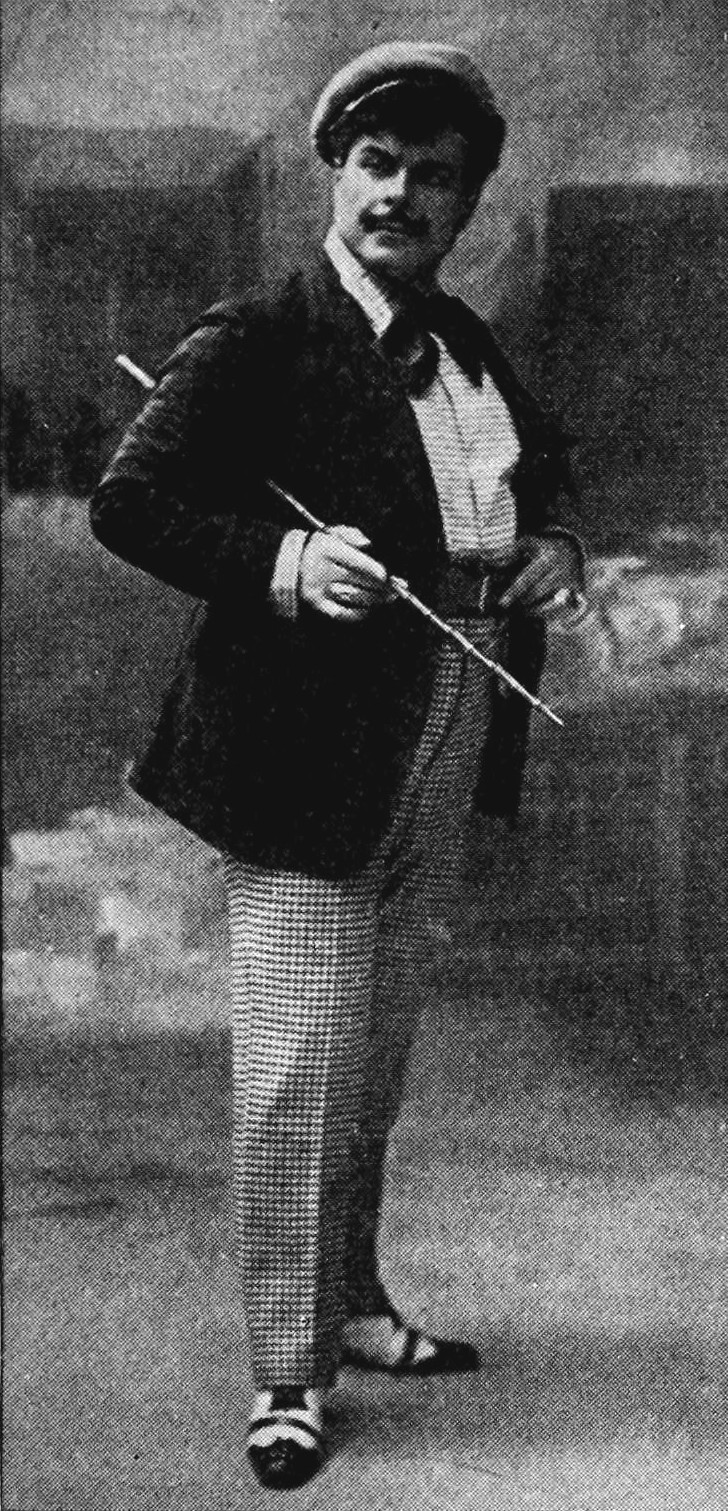
Mario Sammarco als Rafaele

Nach mehreren erfolgreichen komischen Opern unternahm Ermanno Wolf-Ferrari mit I gioielli della Madonna einen ersten Versuch einer tragischen Oper, die sich am Genre des Verismo orientierte. Möglicherweise hoffte er, damit endlich auch in seinem Geburtsland Italien Erfolge zu erzielen. Das erfüllte sich jedoch nicht. Größere Beliebtheit erreichte das Werk besonders im deutsch- und englischsprachigen Raum.
Den Handlungsverlauf legte der Komponist selbst fest. Sein Librettist Enrico Golisciani vollendete am 5. Oktober 1907 eine erste Fassung des italienischen Librettos. Wolf-Ferrari begann mit der Vertonung und schloss die Skizze des ersten Akts Ende 1907 ab. Da jedoch beim zweiten Akt Probleme auftraten, legte er die Arbeit nieder und beschloss, die Handlung zu verändern. Anders als in der ursprünglichen Fassung sollte Gennaro Maliella im dritten Akt nicht mehr vergewaltigen und töten. Golisciani passte das Libretto entsprechend an, und Wolf-Ferrari machte sich erneut an die Arbeit. Dennoch entschloss er sich ein weiteres Mal für eine Überarbeitung des Textes, an der nun auch Carlo Zangarini mitwirkte. Abgesehen von der Instrumentation stellte er die Komposition – wie auch die seiner gleichzeitig entstandenen Oper Il segreto di Susanna – im Februar 1909 fertig. Wegen neuen Zweifeln am Libretto und dem „forciert“ wirkenden „hochdramatischen Ton“ seiner Komposition legte er das Werk im April noch einmal beiseite und bat Golisciani im folgenden Jahr, passende Texte für die vorhandene Musik zu schreiben. Das italienische Libretto war am 15. Dezember 1910 fertiggestellt. Die deutsche Übersetzung übernahm Hans Liebstöckl. Sie ist im Gegensatz zum Original in Prosa gehalten. Gleichzeitig machte sich Wolf-Ferrari an die Instrumentierung, die er am 20. Oktober in Berlin – nach Beginn der Probenphase – vollendete. Am 30. Oktober gestattete die Zensur die Aufführung unter dem Vorbehalt, dass die Vergewaltigungsszene am Schluss des zweiten und der „orgienmäßige“ Tanz am Anfang des dritten Akts zurückhaltend kostümiert und dargestellt würden.
Die Uraufführung fand am 23. Dezember 1911 in der gerade erst eröffneten Kurfürstenoper Berlin unter der Regie von Maximilian Moris und der musikalischen Leitung von Selmar Meyrowitz statt. Die Hauptrollen sangen Ida Salden (Maliella), Kurt Frederich (Gennaro), Konrad von Zawilowski (Rafaele) und Paula Weber (Carmela). Darsteller von Nebenrollen waren Otakar Mařák (Biaso), Hermann Wiedemann (Ciccillo), Richard Wissiak (Totonno) und Reimar Poppe (Rocco). Die Produktion war ein großer Erfolg. Bis zum Mai 1912 wurde die Oper insgesamt 70 Mal gespielt.
Die italienische Originalfassung wurde erstmals am 16. Januar 1912 unter dem Dirigat von Cleofonte Campanini in Chicago aufgeführt. Es sangen Carolina White (Maliella), Amedeo Bassi (Gennaro) und Mario Sammarco (Rafaele). Das Werk wurde hier bis 1940 immer wieder gespielt. Außerdem gab es im März 1912 ein Gastspiel in der Metropolitan Opera New York. Die britische Uraufführung fand am 30. Mai 1912 in Covent Garden, London, statt.
Die Pariser Oper zeigte das Werk erstmals am 12. September 1913 in einer französischen Fassung von René Lara mit dem Titel Les joyaux de la Madone. Der Dirigent Carmelo Preite leitete dabei erstmals das Orchester der Opéra. Die Inszenierung stammte von Paul Stuart, die Choreografie von Yvan Clustine, die Bühnenbilder von Ronsin, Marc-Henri Laverdot (erster Akt), Georges Mouveau (zweiter Akt) und Rochette (dritter Akt) und die Kostüme von R. Pinchon. Die Hauptrollen sangen Andrée Vally (Maliella), Léon Campagnola (Gennaro) und Vanni Marcoux (Raphael). Bis zum 1. Juli 1914 wurde das Werk in Paris mit mäßigem Erfolg 17 Mal gespielt. Ebenfalls 1913 gab es parallele Aufführungen in den französischen und flämischen Opernhäusern von Antwerpen.
Nach Ende des Ersten Weltkriegs nahm das Interesse ab. 1925 gab es eine Produktion in New York (Dirigent: Gennaro Papi, Maliella: Maria Jeritza, Gennaro: Giovanni Martinelli, Rafaele: Giuseppe Danise) und 1926 in London (Dirigent: Vincenzo Bellezza, Maliella: Maria Jeritza, Gennaro: Francesco Merli, Rafaele: Giuseppe Noto).
Offenbar wegen Protesten aus dem kirchlichen Milieu fand das Werk in Italien kaum Beachtung. Dort wurde es nur 1913 in Genua und 1953 in Rom ohne nachhaltigen Erfolg gespielt. Weitere Aufführungen gab es in Prag, Wien, Kopenhagen und Stockholm.
Später überarbeitete Wolf-Ferrari den Text der Oper noch einmal, wobei er vor allem die zeitgeschichtlichen Bezüge und Stilelemente und die als anstößig empfundenen Bestandteile entfernte, darunter viele Szenenbeschreibungen mit abwertenden Personenbeschreibungen, die möglicherweise religiöse Gefühle verletzten. Die Oper spielte nun Anfang des 17. Jahrhunderts. Die offiziell nicht mehr existierende Camorra wurde durch eine gegen die spanische Herrschaft gerichtete „Bewegung der Partei der Bravi“ ersetzt. Der Charakter der Maliella wurde ebenfalls entschärft. Sie wird nicht mehr vergewaltigt und legt sich auch nicht den geraubten Schmuck an. Am Schluss streben sie und Rafaele nach Sühne. Gennaro wird von seinen Gegnern tödlich verletzt und stirbt in den Armen seiner Mutter. Diese Zweitfassung wurde erstmals am 25. Dezember 1933 im Opernhaus Hannover in einer Inszenierung von Claus-Dietrich Koch aufgeführt (Dirigent: Arno Grau, Maliella: Maria Engel, Gennaro: Gustav Wünsche, Rafaele: Karl Giebel, Carmela: Else Schürhoff). Diese Fassung wurde auch 1937 an der Wiener Staatsoper in einer Inszenierung von Erich von Wymetal unter der Leitung von Hans Knappertsbusch gespielt.
Einzelne Stücke der Oper wurden noch im Jahr der Uraufführung in Bearbeitungen für Klavier oder andere Instrumente herausgegeben. Am bekanntesten wurde das Intermezzo nach dem zweiten Akt, das abgesehen vom Schluss aus der Musik von Rafaeles Ständchen besteht und auch separat im Konzertsaal gespielt wurde.
Eine international beachtete szenische Wiederbelebung gab es im Mai 2015 am Slowakischen Nationaltheater Bratislava unter der musikalischen Leitung von Friedrich Haider in einer Inszenierung von Manfred Schweigkofler (Bühne: Michele Olcese, Kostüme: Concetta Nappi, Choreografie: Jaroslav Moravcik, Maliella: Natalia Ushakova, Gennaro: Kyungho Kim, Rafaele: Daniel Capkovic).
Eine Produktion des Theaters Freiburg (Dirigent: Fabrice Bollon, Inszenierung: Kirsten Harms, Ausstattung: Bernd Damovsky, Maliella: Elena Stikhina, Gennaro: Hector Lopez-Mendoza, Rafaele: Kartal Karagedik) wurde in der Kritikerumfrage der Zeitschrift Opernwelt zur „Wiederentdeckung des Jahres“ 2015/2016 gewählt.

## Aufnahmen
- 1. November 1976 – Alberto Erede (Dirigent), BBC Symphony Orchestra, BBC Singers.
 André Turp (Gennaro), Valerie Cockx (Carmela), Pauline Tinsley (Maliella), Peter Glossop (Rafaele), John Winfield (Biaso), Stuart Kale (Ciccillo), Malcolm King (Rocco), Janet Gail (Stella), Anne Pashley (Concetta), Joan Davies (Serena), Henry Howell (Totonno).
 Live, konzertant aus London.
 UORC 315 (2 LPs); MRF 138 (3 LPs) / BLV 107.242 (2 CDs).[15]
- 29. November und 2. Dezember 2015 – Friedrich Haider (Dirigent), Slowakisches Radio-Symphonieorchester, Chor des Slowakischen Nationaltheaters, Pressburg Singers, Bratislava Boys Choir.
 Kyungho Kim (Gennaro), Susanne Bernhard (Carmela), Natalia Ushakova (Maliella), Daniel Čapkovič (Rafaele), Igor Pasek (Biaso), Peter Malý (Ciccillo), František Ďuriač (Rocco), Andrea Vizvári (Stella), Mária Rychlová (Concetta), Katarína Flórová (Serena), Maksym Kutsenko (Totonno).
 Live aus dem großen Konzertsaal des Slowakischen Rundfunks in Bratislava.
 Naxos 8.660386-87 (2 CDs).[16]